# Juanma Castaño
Juan Manuel Castaño Menéndez (Gijón, Asturias, España, 10 de mayo de 1977), más conocido como Juanma Castaño, es presentador y comentarista deportivo español.

## Biografía
Juanma nació en Gijón el 10 de mayo de 1977, estudió en el Colegio de la Inmaculada (Gijón), promoción de 1995, y se matriculó en Derecho en la Universidad de Oviedo, aunque no terminó esta carrera universitaria.
Estuvo casado con Noelia Diego y la pareja tuvo dos hijos: Daniel y Pablo. En 2019 se divorció e inició una relación con la periodista y compañera de cadena Helena Condis.

## Trayectoria profesional
En 1993 comenzó a participar en un programa en SER Gijón llamado Jóvenes y campeones, de donde pasó a Carrusel deportivo y a Gijón SER Deportivos, comentando los partidos del Real Sporting junto al periodista gijonés Manfredo Álvarez. En 2001 dio el salto a la redacción deportes de la Cadena SER en Madrid, convirtiéndose en uno de los colaboradores más conocidos de la cadena y participando también en programas de televisión como el desaparecido Maracaná 06 de Paco González en Cuatro.
Ha trabajado en varias concentraciones de la Selección de fútbol de España y cubrió la Eurocopa 2008.
Retrasmitió cinco Vueltas Ciclistas a España, cuatro Tours de Francia y dos Giros de Italia. Cubrió además el Campeonato Mundial de Ciclismo en Ruta 2006.
Es autor del libro Podemos junto con Manu Carreño y Rubén Parra.
Dirigió y presentó en Canal+, junto a Santiago Cañizares, el programa El día después.
El 23 de agosto de 2011 se hizo oficial su fichaje por el equipo de deportes de la Cadena COPE, incorporándose a los programas Tiempo de juego y El partido de las 12, y abandonando así su trayectoria en Canal+.
Desde el 21 de agosto de 2016 dirige El Partidazo de COPE, el programa nocturno de la COPE de domingo a jueves, en horario de 23:30 a 1:30.
En julio de 2018 termina su relación laboral con Mediaset España, poniendo fin a trece años en la empresa, poco después se anuncia su fichaje por Movistar+.
Desde el 16 de septiembre de 2019, dirige El Partidazo de #Vamos en Movistar+.
En 2021 participó en la sexta edición de MasterChef Celebrity, donde se proclamó vencedor junto a Miki Nadal.
Desde 2022 aparece como tertuliano en El Hormiguero en Antena 3.
El 27 de marzo de 2022 estrena en Movistar Plus+, junto a Miki Nadal, un programa de cocina llamado “Cinco tenedores”.
Desde el 29 de agosto de 2022 El Partidazo de Cope se emite en Trece conjuntamente con Cope, ya que ambas pertenecen a la Conferencia Episcopal.